# Croce e delizia (film 2019)
Croce e delizia è un film del 2019 diretto da Simone Godano.
Fanno parte del cast principale Alessandro Gassmann, Jasmine Trinca, Fabrizio Bentivoglio e Filippo Scicchitano.

## Trama
I Castelvecchio e i Petagna sono due famiglie agli antipodi, diverse per estrazione sociale e mentalità, che si trovano a passare le vacanze estive assieme. Le loro vite vengono scombussolate quando i rispettivi capofamiglia, Tony e Carlo, annunciano di essere innamorati e di volersi sposare. I loro figli Penelope e Sandro faranno di tutto per mandare a monte la loro unione.

## Produzione
Le riprese del film sono iniziate nel novembre 2018. Il film è stato girato tra Roma, Formia e Gaeta.

## Distribuzione
Il film è stato distribuito nelle sale cinematografiche italiane il 28 febbraio 2019.